# Bryophaenocladius bicolor
Bryophaenocladius bicolor är en tvåvingeart som beskrevs av Wang, Saether och Andersen 2002. Bryophaenocladius bicolor ingår i släktet Bryophaenocladius och familjen fjädermyggor.
Artens utbredningsområde är Tanzania. Inga underarter finns listade i Catalogue of Life.